# Matteo Messina Denaro

Matteo Messina Denaro in 1993.

Matteo Messina Denaro (Castelvetrano, 26 april 1962 – L'Aquila, 25 september 2023), die ook wel bekendstond als "Diabolik", was een Siciliaanse maffiabaas.

## Maffia-achtergrond
Matteo Messina Denaro werd geboren in een maffiafamilie in Castelvetrano in de provincie Trapani, Sicilië. Zijn vader, Francesco Messina Denaro, ook wel bekend als Don Ciccio, was de capo mandamento van Castelvetrano en hij was ook het hoofd van de commissie in de regio Trapani. Matteo leerde reeds op zijn veertiende omgaan met een vuurwapen, en hij pleegde zijn eerste van vele moorden op zijn achttiende. Men schat dat hij minstens 50 mensen heeft omgebracht. "Ik vulde op mijn eentje een heel kerkhof," schepte hij eens op. Hij kreeg zijn reputatie door de moord op de rivaliserende maffiabaas Vincenzo Milazzo van Alcamo en door het wurgen van diens drie maanden zwangere vriendin.
Messina Denaro zou begin jaren 90 betrokken zijn geweest bij een reeks bomaanslagen die de Cosa Nostra pleegde in Rome, Firenze en Milaan. Die aanslagen kostten het leven aan 10 mensen, onderwie de Siciliaanse onderzoeksrechters Giovanni Falcone en Paolo Borsellino, en bijna 100 anderen raakten gewond. In 1993 was hij betrokken bij de ontvoering van de 12-jarige Giuseppe Di Matteo om zijn vader te ontmoedigen bewijzen tegen de maffia aan justitie te leveren. Na een twee jaar lange gijzeling werd de jongen gewurgd en zijn lichaam werd in zuur opgelost. In 2002 werd Denaro in Italië bij verstek tot levenslang veroordeeld.
Messina Denaro werd beschouwd als een van de nieuwe leiders van de Cosa nostra na de arrestatie van maffiabaas Bernardo Provenzano op 11 april 2006. Hij werd bekend bij het grote publiek op 12 april 2001, toen het Italiaanse tijdschrift L'Espresso hem op de omslag zette met de titel: Ecco il nuovo capo della mafia ('Hier is de nieuwe baas van de maffia'). Hij was vanaf 1993 voortvluchtig maar werd op 16 januari 2023 door de carabinieri in Palermo in een privékliniek aangehouden. Volgens openbaar aanklager Maurizio de Lucia werd Denaro al die jaren waarschijnlijk geholpen door de "maffioso bourgeoisie" - verwijzend naar plaatselijke professionals, ondernemers en politici. Naar verluidt communiceerde hij met al dan niet in codetaal geschreven orders op kleine stukjes papier, pizzini genoemd, in plaats van de gebruikelijke media.
Messina Denaro werd vaak afgeschilderd als een meedogenloze playboy-maffioso en een vrouwenverslinder die rondreed in dure sportwagens, dure Rolex-horloges en Ray-Ban-zonnebrillen droeg en zich kleedde in dure Armani- en Versace-pakken. Hij speelde graag computerspelletjes en er werd van hem gezegd dat hij een buitenechtelijk kind had. Matteo had de reputatie een jachtig leven te leiden en hij zou een Siciliaanse hoteleigenaar vermoord hebben omdat die hem beschuldigd had jonge meisjes mee naar bed te nemen. Hierin verschilde hij veel van de traditionele maffiabazen, zoals Salvatore Riina en Bernardo Provenzano, die strikt leefden volgens de conservatieve familiewaarden.
In september 2023 raakte hij tijdens zijn behandeling van darmkanker in een zwaarbewaakt ziekenhuis in coma. Op 25 september overleed hij op 61-jarige leeftijd.

## Persoonsverwisseling  in Nederland
In restaurant Het Pleidooi in Den Haag werd op woensdag 8 september 2021 een man opgepakt die volgens het Openbaar Ministerie de voortvluchtige Denaro was. De advocaat van de verdachte beweerde echter dat er sprake was van een persoonsverwisseling. Enkele dagen later bleek dat de arrestant een 54-jarige Formule 1-fan uit Liverpool was.
- Gemeinsame Normdatei: 137225555
- International Standard Name Identifier: 0000 0000 7883 5260
- Library of Congress Control Number: n2009012356
- Istituto Centrale per il Catalogo Unico: PA1V002933
- Système universitaire de documentation: 17067701X
- Virtual International Authority File: 78870802
- WorldCat: E39PBJkHjX93MYwY34r7bXvPwC